# Francesco Stifano
Francesco Stifano Garzone (ur. 19 lipca 1979 w Caracas) – wenezuelski piłkarz pochodzenia włoskiego, trener piłkarski.

## Kariera klubowa
Stifano wychowywał się w stołecznym Caracas, posiada pochodzenie włoskie (jego rodzina pochodzi z Salerno). Przez sześć lat był profesjonalnym piłkarzem, występując kolejno w klubach Caracas FC, Deportivo Italchacao i CS Marítimo de Venezuela. Mało owocną karierę zawodniczą zakończył już w wieku 24 lat.

## Kariera trenerska
W latach 2003–2009 Stifano z sukcesami trenował młodzież w stołecznej szkole średniej Colegio San Agustín El Paraíso. Trzy razy zdobył ze swoimi podopiecznymi szkolne mistrzostwo Wenezueli (Campeón Interregional) – dwa razy w kategorii do lat siedemnastu (2006, 2007) i raz w kategorii do lat dwudziestu (2008). Następnie w latach 2009–2013 pracował w akademii juniorskiej klubu Real Esppor, gdzie potwierdził swoją opinię jednego z najlepszych trenerów młodzieży w kraju. Dwa razy w rzędu wywalczył z Esppor młodzieżowe mistrzostwo Wenezueli (2011, 2012), a w 2012 roku poprowadził drużynę w kontynentalnym turnieju Copa Libertadores U-20 (faza grupowa). Po rebrandingu drużyny Esppor i zmianie nazwy na Deportivo La Guaira, Stifano objął stery pierwszego zespołu – z kiepskim skutkiem prowadził go przez pięć miesięcy.
W styczniu 2014 Stifano został trenerem drugoligowego zespołu Portuguesa FC, z którym już w maju triumfował w rozgrywkach Segunda División i awansował do najwyższej klasy rozgrywkowej. We wrześniu 2014, niedługo po rozpoczęciu nowego sezonu, został jednak zwolniony wskutek różnicy zdań z zarządem klubu. W marcu 2015 objął ligowego średniaka – ekipę Tucanes de Amazonas FC, gdzie pracował dwa miesiące, do końca sezonu (czternaste miejsce w tabeli). W czerwcu 2015 podpisał umowę z zespołem Zamora FC. Młody szkoleniowiec od razu przywrócił niedawnemu ligowemu hegemonowi pozycję jednej z czołowych drużyn w kraju – już w sezonie 2015 wywalczył z Zamorą tytuł mistrza Wenezueli. W lipcu 2016 przedłużył o dwa sezony kontrakt z ekipą z Barinas, natomiast na koniec rozgrywek 2016 zdobył z nią kolejne mistrzostwo Wenezueli. W grudniu 2016 został nominowany przez urugwajski dziennik „El País” do szerokiej listy prestiżowego plebiscytu na trenera roku w Ameryce Południowej. Z Zamorą wziął udział w kontynentalnych rozgrywkach Copa Sudamericana 2016 (druga runda) i Copa Libertadores 2017 (faza grupowa). W czerwcu 2017 zrezygnował ze stanowiska z powodów personalnych.
W październiku 2017 Stifano zastąpił Santiago Escobara na stanowisku trenera krajowego potentata – klubu Deportivo Táchira. Z kiepskim skutkiem prowadził go przez siedem miesięcy (dopiero dziesiąte miejsce w tabeli), wziął z nim również udział w Copa Libertadores 2018 (druga runda). Opuścił Táchirę w maju 2018, rozwiązując kontrakt za porozumieniem stron. Miesiąc później objął ekipę Zulia FC, z którą w październiku wywalczył puchar Wenezueli – Copa Venezuela. Po zakończeniu sezonu został zaproszony przez tymczasowego selekcjonera reprezentacji Boliwii,  Wenezuelczyka Césara Faríasa (równocześnie był on właścicielem Zulii), do jego sztabu szkoleniowego i w listopadzie 2018 towarzyszył mu jako asystent w sparingach z ZEA (0:0) i Irakiem (0:0).
W 2019 roku prowadzeni przez Stifano piłkarze Zulii zanotowali sensacyjny występ w rozgrywkach Copa Sudamericana, gdzie niespodziewanie dotarli aż do ćwierćfinału. Kolejno wyeliminowali wówczas boliwijski Nacional Potosí (pierwsza runda), chilijskie Palestino (druga runda) i peruwiański Sporting Cristal (1/8 finału), aby następnie ulec argentyńskiemu Colónowi. Był to najlepszy rezultat osiągnięty kiedykolwiek przez klub z Wenezueli w Copa Sudamericana. Podkreślano wielką rolę Stifano w tym osiągnięciu, który dobrze przygotował drużynę do spotkań od strony taktycznej. W lidze wenezuelskiej dotarli natomiast do półfinału decydującej o mistrzostwie fazy play-off (najlepszy wynik od trzech lat). Za sprawą osiąganych sukcesów 40-letni szkoleniowiec był wymieniany przez media w gronie ewentualnych kandydatów do objęcia reprezentacji Wenezueli po Rafaelu Dudamelu. We wrześniu 2019 odszedł z Zulii za porozumieniem stron.
W styczniu 2020 Stifano przeniósł się zagranicę, zostając trenerem kolumbijskiego zespołu Rionegro Águilas, mającego za cel utrzymanie w lidze.